# Nino Scardina
Antonino Scardina, detto Nino (Palermo, 26 aprile 1936), è un attore e doppiatore italiano.

## Biografia
Debutta nel teatro a Palermo nel 1953 all'età di 16 anni. Nel 1955 si trasferisce a Roma dove inizia la carriera da attore. Nel 1965 Silvio Noto lo avvia al mondo del doppiaggio, nel quale presterà occasionalmente la voce ad attori quali Danny DeVito e Jacques Tati. Negli anni settanta inizia a doppiare anche alcuni personaggi dei cartoni animati, fra questi Bugs Bunny e Daffy Duck, seguiti da altri nel decennio successivo, fra cui Biscus in Lalabel, Jeff Turner in Holly & Benji, Mister X ne L'Uomo Tigre e Happosai in Ranma ½, uno dei suoi ruoli più conosciuti.
Dopo aver lasciato l'attività di doppiatore (è tornato brevemente, diretto da Fabrizio Mazzotta, in un paio di film), lavora a teatro e come insegnante nella sua scuola chiamata Clan dei 100.

## Filmografia parziale

### Cinema
- Marinai in coperta, regia di Bruno Corbucci (1967)
- Cuore matto... matto da legare, regia di Mario Amendola (1967)
- L'Aretino nei suoi ragionamenti sulle cortigiane, le maritate e... i cornuti contenti, regia di Enrico Bomba (1972)
- La minorenne, regia di Silvio Amadio (1974)
- A mezzanotte va la ronda del piacere, regia di Marcello Fondato (1975)
- Scusi Eminenza... posso sposarmi?, regia di Salvatore Bugnatelli (1975)
- Oggi sposi, regia di Luca Lucini (2009)
- È stato il figlio, regia di Daniele Ciprì (2012)
- La buca, regia di Daniele Ciprì (2014)
- Pinocchio, regia di Matteo Garrone (2019)

### Televisione
- Vita di Michelangelo, regia di Silverio Blasi (1965)
- Il conte di Montecristo, regia di Edmo Fenoglio (1966)
- Marito e moglie, regia di Ottavio Spadaro (1972)
- Eravamo solo mille, regia di Stefano Reali (2007)

## Teatro
- Tu ce l'ha il bernoccolo? Io sì. Bobossa di André Roussin, regia di Nino Scardina, Il Clan dei Cento (1981)[1]

## Doppiaggio

### Cinema
- Renato Cecilia in I due maghi del pallone, La donna della domenica
- Danny DeVito in Qualcuno volò sul nido del cuculo
- Vito Scotti in Herbie sbarca in Messico
- Nicholas Kepros ne Il siciliano
- Jack Haley ne Il mago di Oz (ed.1982)
- Tito Vuolo ne L'ombra dell'uomo ombra
- Bokuzen Hidari ne I sette samurai
- Ikio Sawamura ne La sfida del samurai
- Chan Sing ne I 13 figli del drago verde
- Wei Ping-ao ne I seguaci di Bruce Lee
- Enzo Monteduro in Albergo a ore
- Salvatore Porcaro in 7 chili in 7 giorni
- Enrico Beruschi in Il medico... la studentessa
- Riccardo Parisio Perrotti in Viuuulentemente mia
- Luciano Turi in Buon Natale... buon anno
- Togo Igawa in Eyes Wide Shut

### Televisione
- Sherlock Hemlock in Sesamo apriti

### Film di animazione
- Happosai in Ranma ½: Le sette divinità della fortuna, Ranma ½: La sposa dell'isola delle illusioni
- Peppo ne Gli Aristogatti
- Porcospino in Red e Toby nemiciamici
- Dio in Unico il piccolo unicorno
- Bugs Bunny in Super Bunny in orbita! (1ª ed. 1979)
- Personaggi vari in Lupin III - La leggenda dell'oro di Babilonia

### Cartoni animati
- Bugs Bunny (1972-1979) e Daffy Duck (1973-1976) in Looney Tunes e Merrie Melodies
- Oca Martin in Nils Holgersson
- Benny in Top Cat
- Topino in Le nuove avventure di Pinocchio
- Votini in Cuore
- Biscus in Lalabel
- Mister X in L'Uomo Tigre
- Happosai in Ranma ½ (ep. 33-125; doppiaggio Dynamic) e negli episodi OAV
- Cra Cra in Bia, la sfida della magia
- Hakkai in The Monkey
- Ghinghin in Starzinger
- Jeff Turner in Holly e Benji, due fuoriclasse
- Dum Dum in Le avventure di Penelope Pitstop
- Lupo in Tom & Jerry Comedy Show
- Thomas in Ransie la strega
- Signor Cavallo in The Ren e Stimpy Show